# Föderativer Nationalrat

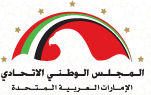

Der Föderative Nationalrat (arabisch المجلس الوطني الإتحادي al-Madschlis al-watani al-ittihadi, DMG al-maǧlis al-waṭanī al-ittiḥādī, englisch Federal National Council) ist das Parlament im Einkammersystem der Vereinigten Arabischen Emirate. Das Parlament hat mehr beratende Funktionen als gesetzgeberische Aufgaben. Ein weiterer Kritikpunkt ist, dass nicht alle Bürger des Staates das Wahlrecht haben, sondern nur wenige, von der Regierung ernannte Bürger.
Der Föderative Nationalrat ist in der Verfassung der Vereinigten Arabischen Emirate verankert. Er besteht aus 40 Abgeordneten, dessen Sitze auf die sieben Emirate verteilt sind. Acht der Abgeordneten stammen jeweils aus Abu Dhabi und Dubai, sechs stammen jeweils aus Schardscha und Ra’s al-Chaima und aus Adschman, Umm al-Qaiwain und Fudschaira je vier.
Nach welcher Methode die Abgeordneten ausgewählt werden, lässt die Verfassung den Emiraten offen. Nach der Staatsgründung im Jahr 1971 wurden die 40 Abgeordneten von den Regierungen der jeweiligen Emirate entsandt. Seit 2006 wird die Hälfte der Abgeordneten durch ein Wahlkollegium gewählt, das aus einem kleinen Teil der Bevölkerung besteht. Die andere Hälfte der Abgeordneten wird weiterhin von den Regierungen ernannt. Bisher fanden Wahlen in den Jahren 2006, 2011, 2015, 2019 und 2023 statt.